# Ferme Tricot
La ferme Tricot est une ferme située à Vernoux, en France. Elle est classée au titre des monuments historiques.

## Localisation
La ferme est située dans le département français de l'Ain, sur la commune de Vernoux et dans le hameau du Grand-Colombier. Elle est située à moins de 200 m à l'est de la ferme Ferrand, au bord de la même route.

## Description
Il s'agit d'une ferme bressane à plusieurs bâtiments et possédant une cheminée sarrasine.

## Historique
La cheminée et plus généralement la ferme sont datées de 1515. Cette première est classée au titre des monuments historiques en 1932, la toiture étant classée en 1944. La ferme est incendiée puis reconstruite exactement à l'identique[Quand ?].
La ferme est toujours en fonction en tant que ferme. Elle accueille également un restaurant connu sous le nom de « Ferme Auberge du Colombier », où l'on prépare des mets typiquement bressans.